# Lois Lane
Pour les articles homonymes, voir Lane.
Lois Lane est un personnage de fiction apparaissant dans les comics book publiés par DC Comics. Créée par le scénariste Jerry Siegel et l’artiste Joe Shuster, elle apparaît pour la première fois dans Action Comics n°1 (juin 1938). Lois est une journaliste primée du journal de Metropolis, le Daily Planet et le principal intérêt amoureux du super-héros Superman et son alter-ego, Clark Kent. Dans la continuité de DC, elle est aussi sa femme et la mère de leur fils, Jon Kent, l’actuel Superboy dans l’Univers DC.
L’apparence physique de Lois est basée à l’origine sur la mannequin Joanne Carter, engagée par Joe Shuster. Pour son personnage, Jerry Siegel a été inspiré par le portrait de la journaliste fictive Torchy Blane jouée par l’actrice Glenda Farrell dans une série de films. Siegel a pris son nom de l’actrice Lola Lane. Elle a également été influencée par la journaliste Nellie Bly.
Les représentations du personnage ont varié dans les différents comics et les diverses adaptations. La version originale de l’âge d’or de Lois Lane, ainsi que ses versions après les années 1970, représentent Lois comme une journaliste intrépide et intellectuellement égale à Superman. Durant l’âge d’argent des comics, elle est la star de Superman's Girl Friend, Lois Lane, une série de comic book qui avait un ton léger et humoristique. Au début de 2015, elle est la protagoniste de la série de romans pour jeunes adultes Lois Lane, écrite par Gwenda Bond.
Lois fait partie des personnages féminins de bande dessinée les plus connus. Elle apparaît dans diverses adaptations. L’actrice Noel Neill est la première à jouer Lois Lane dans le serial des années 1940 Superman et reprend plus tard son rôle dans la série télévisée des années 1950 Les Aventures de Superman. Elle est remplacée par Phyllis Coates (en) dans la saison deux. Margot Kidder joue le personnage dans les quatre films Superman entre 1978 et 1987, Kate Bosworth dans le film de 2006 Superman Returns, et Amy Adams dans l’Univers cinématographique DC. Dans les séries télévisées, elle est jouée par Teri Hatcher dans Loïs et Clark : Les Nouvelles Aventures de Superman (1993-1997) et Erica Durance dans les années 2000 dans la série Smallville. Plus récemment, c’est Elizabeth Tulloch qui joue le personnage dans le Arrowverse. Parmi les actrices ayant doublé Lois dans les adaptations animées se trouvent Joan Alexander pour les dessins animés des Fleischer Studios et Dana Delany dans Superman, l'Ange de Metropolis (1996-2000).

## Création

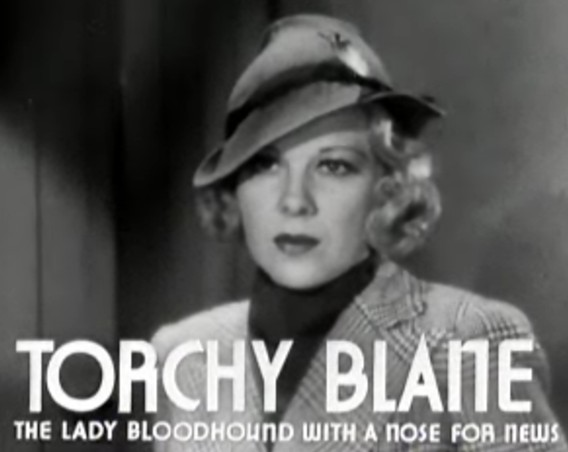
Glenda Farrell dans le rôle de Torchy Blane en 1937, une des inspirations pour le personnage de Lois.

Le scénariste Jerry Siegel conçoit pour la première fois Lois Lane en 1934, quand Siegel et Joe Shuster étaient encore en train de développer Superman. Une des influences majeures sur la caractérisation de Lois fut l’actrice Glenda Farrell et sa représentation de la reporter fictive Torchy Blane dans la série de films de Warner Bros.. Les films de Torchy Blane furent des films de série B très populaires à la fin des années 1930. Sur la conception de Lois Lane, Siegel a affirmé au magazine Time en 1988 :
« Ma femme Joanne fut le modèle original de Joe pour la petite-amie de Superman Lois Lane dans les années 1930. Notre héroïne était, bien sur, une fille travailleuse dont la priorité était d’obtenir des scoops. Ce qui m'a inspiré dans la création fut Glenda Farrell, la star de film qui a joué Torchy Blane, une belle reporter passionnée par la chasse aux gros titres dans une série de films passionnants. Parce que le nom de l’actrice Lola Lane (qui a aussi joué Torchy) m’a séduit, j’ai appelé mon personnage Lois Lane. Étrangement, la caractérisation de Lois est étonnamment comme la vraie personnalité de mon adorable femme. ».
L’artiste Joe Shuster a basé l’apparence physique de Lois sur une mannequin du nom de Joanne Carter. Carter avait placé une annonce dans le journal Plain Dealer de Cleveland dans la colonne « Situation Wanted », se présentant elle-même comme mannequin (sans expérience). Shuster a correspondu avec elle et l’a engagé comme modèle pour Lois Lane. La représentation de Shuster de Lois fut modelé sur sa coiffure et les traits de son visage. « Pour moi, elle était Lois Lane. Elle fut une grande inspiration pour moi. Elle m’a encouragé, elle était très enthousiaste pour le strip. Ça signifait beaucoup pour moi. » dit Shuster sur Joanne Carter.
Joanne Carter épousa le co-créateur Jerry Siegel en 1948. En travaillant avec Joe Shuster pour Lois Lane, Carter a déclaré lors d’un interview pour le magazine Nemo en 1983 : « Joe redessinait le strip, pour le faire plus réaliste que cartoon. Je posais pour lui tous les samedis jusqu’à ce qu’il ait suffisamment de dessins. Il a fait tellement de dessins en réserve qu'il en est arrivé à un point où il n'en avait plus besoin. Nous sommes devenus de si bons amis à ce moment-là que nous avons décidé que nous resterions toujours amis ». Quand la jeune femme épousa Jerry Siegel, elle modifia son prénom pour lui donner une consonance anglo-saxonne : née Jolan Kovacs, elle devient alors Mrs. Joanne Siegel.

## Histoire éditoriale
Lois Lane a fait ses débuts dans Action Comics n°1 (juin 1938), la première histoire publiée de Superman. Elle est le premier personnage féminin de comic book à apparaître dans un comics de super-héros. Dans les premiers comics, Lois est la fille de Ella et Sam Lane. Ses parents étaient fermiers dans une ville appelée Pittsdale. Les comics modernes présentent Lois comme une enfant de militaire (une Army brat), née sur la Ramstein Air Base. Elle a été entraînée par son père, un Général de l’armée américaine, dans différents domaines comme le combat au corps-à-corps et le maniement des armes à feu. Elle a une sœur plus jeune, Lucy Lane. Lois est une journaliste pour le Daily Planet, une des meilleures journalistes d’investigation et la meilleure dans le journal où elle travaille. Dans certaines histoires, elle obtient des super pouvoirs et devient une super-héroïne, parfois sous l’identité de Superwoman (en) ou de Red Tornado sur Terre 2.
Les aspects de la personnalité de Lois ont varié au fil des années, selon les auteurs de comics traitant le personnage et les attitudes sociales américaines envers les femmes à l'époque. Dans la plupart de ses incarnations, elle se révèle être une personne indépendante, intelligente, déterminée et volontaire. Son apparence physique a aussi varié au fil des ans, suivant la mode contemporaine et les différentes adaptations. Dans les années 1990, quand la série télévisée Loïs et Clark : Les Nouvelles Aventures de Superman commence à être diffusée, Lois reçoit une nouvelle coupe de cheveux et son apparence est plus proche de celui de l’actrice Teri Hatcher, et ses yeux étaient généralement violet pour correspondre à son personnage dans Superman, l'Ange de Metropolis. De la fin des années 1980 et dans le courant des années 1990, elle est dépeinte avec des cheveux auburn dans les comic books.
Dans les années 1940, Lois a un comic strip dans un journal, Lois Lane, Girl Reporter, une série dérivée du comic strip de Superman en cours à l’époque. Une série au titre similaire commence à apparaître dans le comic book Superman en 1944, commençant dans Superman n°28. En 1958, DC Comics offre à Lois sa propre série de comic book, Superman's Girl Friend, Lois Lane. La série se concentre sur ses aventures en solo et sa publication démarre en avril 1958. Dans les années 1960, la série était l’un des titres les plus populaires de DC et se trouvait dans le Top 10 des meilleures ventes de comic books en Amérique. Elle avait une série dans le comics The Superman Family de 1974 à 1982. En 2015, elle obtient sa propre série de romans pour jeunes adultes écrite par l’auteure Gwenda Bond. Publiée par Switch Press, la série est composée de : Lois Lane: Fallout, Lois Lane: Double Down et Lois Lane: Triple Threat.
Lois est le personnage le plus souvent associé à Superman, et tout au long de leur longue histoire, elle a toujours été l’amour le plus important dans la vie de Clark Kent/Superman. Dans les années 1990, après que Clark est demandé Lois en mariage et lui a révélé qu’il était Superman, elle l’épouse dans le comic book Superman: The Wedding Album (décembre 1996). L’enfant biologique du couple dans le canon de DC Comics est né dans Convergence: Superman n°2 (juillet 2015). C’est un fils nommé Jonathan Samuel Kent qui devient finalement Superboy.

## Biographie fictive

### Âge d’or
Dans les comics de l’âge d’or, Lois était une journaliste agressive, axée sur sa carrière pour le Daily Star (le nom du journal devint le Daily Planet dans Action Comics n°23 en 1940). Après que Clark Kent a rejoint le journal et que Superman fait ses débuts à la même époque, Lois découvre qu’elle est attirée par Superman mais est mécontente de se retrouver en compétition dans son travail face à Kent.
Dès le début des années 1940, Lois commence à suspecter que Clark Kent est Superman et met en place diverses tentatives pour découvrir son identité secrète, mais elles échouent toutes grâce aux efforts de Superman. Une telle histoire apparaît pour la première fois dans Superman n°17 (juillet–août 1942). Ce thème devient particulièrement prononcé dans les années 1950 et les comics de l’âge d’argent des années 1960.
Lois gagne sa première série d’histoires (sans Superman) dans Superman n°28 (mai–juin 1944), Lois Lane, Girl Reporter. Cette série continuera dans le comics Superman pendant plusieurs années. Dans celle-ci Lois battra des méchants et obtiendra des histoires en première page sans l’aide de Superman.
Dans les comics de l’âge d’or, Lois a une nièce, Susie Tompkins, dont le trait principal était d'avoir des ennuis en racontant des histoires exagérées aux adultes. La dernière apparition de Susie fut dans Superman n°95 (février 1955). Les comics suivants ont présenté la seule sœur de Lois, Lucy, comme célibataire et sans enfant.

### Âge d’argent et âge de bronze
Lorsque le lectorat des comics de super-héros devint essentiellement composé de jeunes garçons vers le milieu et la fin des années 1950, les histoires de Superman se sont tournées vers des scénarios de science-fiction impliquant des extra-terrestres, des créatures fantastiques et des intrigues bizarres.
Les principaux intérêts de Lois dans les récits de la fin des années 1950 et des années 1960 sont : ses disputes avec sa rivale Lana Lang pour gagner l’affection de Superman, tenter de prouver que Clark Kent et Superman sont une seule et même personne ou de faire en sorte que Superman l’épouse. La justification de Superman pour résister à ses désirs matrimoniaux était que l'épouser la mettrait en grand danger face à ses ennemis et qu'elle ne pourrait pas cacher son identité secrète. Quoi qu'il en soit, Lois s'est mariée à plusieurs reprises dans les histoires Superman de cette époque, y compris avec un Superman imposteur de Kandor, le méchant Zak-Kul et un homme du futur. Tous ces mariages ont été soit annulés, soit oubliés.
Lois devient de plus en plus populaire durant les années 1950, et après être apparue comme personnage principal dans deux numéros du titre Showcase en 1957, DC Comics créé une série pour le personnage intitulée Superman's Girl Friend, Lois Lane au début d’avril 1958. Elle durera 137 numéros jusqu’en octobre 1974. La plupart des récits étaient basés sur la romance entre Lois et Superman et étaient dessinés par l’artiste Kurt Schaffenberger. La représentation de Lois par Schaffenberger était souvent citée, comme la version « définitive » de Lois, et il lui était souvent demandé par l’éditeur de DC Mort Weisinger de redessiner les représentations de Lois Lane des autres artistes dans les autres titres où elle apparaissait. Tant d'histoires décrivaient Lois et le mariage que la couverture du 80-Page Giant de 1968, qui réimprimait plusieurs histoires de ce type, le « All-Wedding Issue », décrit le magazine comme « présentant les plans et les rêves de Lois pour épouser Superman ».
La série Superman's Girl Friend, Lois Lane devint un des titres les plus populaires de DC, la troisième meilleure vente de comics en 1962 et 1965,. Le titre présente la première apparition de la Catwoman de l’âge d’argent, après une absence de plus d’une décennie dans les comics.
Alors que Lois se doutait de l’identité secrète de Superman dès Superman n°7 (1940), ses soupçons grandissent durant le début de l’âge d’argent, avec de nombreuses histoires dans sa série se concentrant sur ses tentatives pour prouver que Superman et Clark Kent étaient une seule et même personne. Des histoires ont montré que Superman utilisait divers moyens pour protéger son identité secrète de Lois, comme des robots Superman ou Batman se déguisant en Clark/Superman.
A la fin des années 1960, alors que l’attitude envers le rôle des femmes dans la société américaine change, le personnage de Lois change également. Dans Superman's Girl Friend, Lois Lane n°80 (janvier 1968), les modes du personnage sont mises à jour pour une apparence plus contemporaine. Les histoires des années 1970 dépeignent Lois comme une femme pleinement capable et moins dépendante de Superman. Elle s’engage dans plus d’aventures sans que Superman ne soit impliqué et est beaucoup moins intéressée à découvrir l’identité secrète de Superman.
Lois a une série présente dans The Superman Family (une anthologie débutant au milieu des années 1970 après l’annulation de Superman's Girl Friend, Lois Lane et Superman's Pal, Jimmy Olsen) de 1974 à 1982. Dans cette série, Lois bat régulièrement des criminels et les défait souvent en utilisant son esprit vif et son habileté considérable dans les arts martiaux Kryptonien de Klurkor, qui lui ont été enseignés par les survivants Kryptoniens de la ville-bouteille de Kandor. Il y a eu plusieurs caméos des New Gods, incluant DeSaad et Darkseid. Lois Lane était la deuxième histoire présente dans la série The Daring New Adventures of Supergirl de 1982 à 1983.
Durant les âges d’argent et de bronze, le passé de Lois devient plus étoffé, avec diverses histoires expliquant sa vie avant de devenir une employée du Daily Planet. Ce passé fut attribué à la Lois Lane de Terre-Un.
Pour résumé ces diverses histoires, Lois est née de Sam et Ella Lane et a grandi dans leur ferme dans la petite ville de Pittsdale. Tandis que Lois était un nourrisson, elle a rencontré un serpent à sonnette dans les bois près de la ferme. Le serpent a été effrayé par l'un des jouets pour bébé de Kal-El qui avait atterri à proximité, dans l'une des fusées expérimentales de Jor-El. A l’âge de deux ans, Lois a attrapé la rougeole et à trois ans, la coqueluche. A un moment de son enfance est née sa jeune sœur Lucy Lane.
Durant son adolescence, elle gagne un concours organisé par le Daily Planet. Le prix est un voyage à Metropolis pour passer une semaine à travailler comme journaliste débutant pour le journal. Elle y rencontre pour la première fois Clark Kent de Smallville, qui est le deuxième gagnant du concours. Lois trouve Clark ennuyeux et devient plus intéressée à le questionner pour obtenir des informations sur Superboy après avoir appris que Clark venait de Smallville. Durant la semaine à Metropolis, Lois fait un pari avec Clark pour voir qui obtiendra le plus de scoops. C’est Lois qui le gagna, car Clark fut forcé de constamment intervenir en tant que Superboy. Lois rencontre Superboy pour la première fois alors qu’elle enquêtait sur une entreprise criminelle pour une de ses histoires. A la fin de la semaine, Clark paye le prix du pari à Lois (un sundae), et chacun d’eux rentre chez lui. Lois rencontrera à nouveau Superboy (mais pas Clark Kent) durant son adolescence alors qu’elle participe à un camp d’été pour filles près de Smallville. Elle y rencontre aussi pour la première fois Lana Lang. Lois fera de nouvelles tentatives pour obtenir un travail au Daily Planet durant ses années d’adolescence et passa du temps à écrire pour le journal de sa ville natale, le Pittsdale Star.
À la fin de ses années de lycée, Lois quitte Pittsdale et étudie au Raleigh College pour apprendre le journalisme. A l’université, Lois travaille pour le journal étudiant, le Raleigh Review, en tant que journaliste puis co-éditrice. Après avoir obtenu son diplôme de l’université, Lois devient une employée permanente au Daily Planet. Clark Kent et Jimmy Olsen rejoignent plus tard l’équipe du Planet mais Lois reste la journaliste star du journal, gagnant le Prix Pulitzer. Elle était cependant très dépendante de Superman ; il lui a dit que devoir la sauver si souvent des problèmes qu’elle avait créé l’empêchait d’aider les autres. Par exemple, quand elle est en retard pour une date limite, Lois saute d’une falaise s’attendant à ce que Superman la rattrape « comme il l'a fait mille fois », et la conduise en volant à sa destination. Quand on lui a demandé lors d’un talk-show ce qu'elle ferait si elle était piégée dans une mine souterraine avec tout sauvetage impossible avant d’être à cours d’air, Lois a admis qu’elle attendrait avec impatience Superman parce que « j'ai un délai à respecter ».
Après la mini-série de 1985–1986 Crisis on Infinite Earths, le scénariste John Byrne révise la légende de Superman et élimine la version de l’âge d’argent de Lois de la continuité. Avant cela, une histoire imaginaire non canonique Whatever Happened to the Man of Tomorrow? fut écrite par Alan Moore, comme un adieu aux versions pré-Crisis des personnages, incluant Lois. La mini-série de deux numéros Lois Lane est publiée en même temps mais se déroule dans la continuité de Terre-Un. Dans celle-ci, Lois enquête sur des disparitions d’enfants.

### Âge moderne
Lois subit une modification de caractère au début de la mini-série The Man of Steel de John Byrne qui a considérablement réécrit l'origine et l'histoire de Superman. Dans cette version moderne des événements, Lois est dépeinte comme une journaliste coriace qui a rarement besoin d’être sauvée. Elle est décrite comme forte, opiniâtre mais sensible.
La première vraie relation de Lois dans cette version fut avec Jose Delgado (en). Elle découvrit plus tard qu’il agissait comme justicier sous le nom de Gangbuster. Les jambes de José furent brisées lors d’un combat contre un hybride humain/cyborg de Lexcorp devenu fou. Delgado a finalement récupéré. Après des hauts et des bas, ils stoppent toute relation quand Delgado accepte l’aide d’une filiale de Lexcorp, ARL,.
Un autre changement majeur a été fait : Lois ne tombe pas amoureuse de Superman, bien qu’elle soit attirée par lui. La raison est la nouvelle nature de la relation Superman/Clark Kent. Dans les récits de l’âge d’argent, Superman était l’homme qui se déguisait en Clark Kent. Dans ce nouveau concept entièrement revu, c’est Clark Kent qui vit sa vie tandis que son activité en tant que Superman est secondaire. Lois en a d’abord voulu au jeune débutant Clark Kent d’obtenir l’interview de Superman comme premier article quand elle avait elle-même passé beaucoup de temps pour obtenir cet interview. Cette rivalité, parfois négative, resta présente jusqu’à The Adventures of Superman n°460–463 et Action Comics n°650.
À la suite du bref déchaînement de Clark alors sous influence de l’Eradicator, Lois est hésitante de pardonner Clark, mais elle le fit en quelques minutes quand il revint et demanda à reprendre son travail. Clark choisit de « rembourser » Lois en abandonnant enfin ses inhibitions auto-imposées et l’embrasse passionnément. Les deux se mettent en couple, et finalement, Lois accepte la demande en mariage. Peu de temps après, Clark lui révèle qu’il est Superman.
DC Comics avait prévu que Lois et Clark se marient en 1993 dans Superman vol. 2 n°75. Avec la série Lois & Clark à venir, DC n’a finalement pas souhaité qu’ils se marient dans les comics ni dans la série télévisée. À la place, Superman est tué dans Superman n°75. Il meurt dans les bras de Lois après un combat contre le monstre Doomsday. Après un certain temps, Superman revient à la vie, et Lois et lui reprennent leur relation, mais pas sans quelques problèmes (comme la brève réapparition de l’ancienne petite-amie de Clark, la sirène Lori Lemaris (en)). Lois a finalement décidé de prendre un travail à l’étranger pour affirmer son indépendance et ne pas dépendre de Clark qui avait commencé à la surprotéger. Lorsque Clark fut convaincu que Lois était en danger, il s’allia avec le père de Lois, Sam pour l’aider en secret.
Au moment où Lois revient à Metropolis, elle avait traversé plusieurs épreuves ayant mis sa vie en danger et est légèrement amusée quand Clark l’informe qu’il n’a plus de pouvoirs et qu’il est son nouvel éditeur (en raison du cancer de Perry White). Quand elle découvre que Clark a toujours son alliance dans un mouchoir, elle craque, taquine Clark et accepte finalement de devenir sa femme.
Lois et Clark se marient enfin dans le comic book Superman: The Wedding Album (décembre 1996), qui présente le travail d’un grand nombre d’artistes ayant travaillé sur Superman. Le numéro est publié durant la semaine du 6 octobre 1996, coïncidant avec la diffusion de l’épisode de la série Lois & Clark, qui présente le mariage des deux personnages,.
Depuis leur mariage, Clark et Lois continuent d’avoir l’une des relations les plus fortes dans les comics. En 2006, le couple passe à la prochaine étape en adoptant un jeune garçon Kryptonien nouvellement arrivé qu’ils prénomment Chris Kent (en). Il est découvert plus tard que le garçon est le fils de l’ennemi de Jor-El, le Général Zod. Bien qu'initialement inquiète d'élever un enfant super-puissant, Lois montre une immense aptitude à être « Maman Lois ». Après une bataille dévastatrice contre Zod, Chris se sacrifie pour sceller la faille de la zone fantôme, se piégeant à l'intérieur avec les forces de Zod, laissant Lois sans son fils.
Dans le second numéro de Final Crisis, Lois et Perry sont pris dans une explosion déclenchée par Geule d'Argile. Le Daily Planet est détruit et Lois grièvement blessée. Dans le troisième numéro, il est révélé que c’est la vision thermique de Clark qui permet à son cœur de continuer de battre. Clark reçoit la visite d'une mystérieuse personne qui insiste pour qu'il quitte la Terre immédiatement s'il veut sauver la vie de sa femme. L’histoire continue dans le comics Superman Beyond, où la femme Monitor Zillo Valla arrête le temps autour de Lois, permettant à Superman de la quitter pendant un moment et lui promettant de prendre soin d’elle. Il est ainsi recruté avec plusieurs de ses doppelgängers venus d’autres univers pour une mission : sauver tout le Multivers. Après avoir battu le Monitor noir Mandrakk, Superman ramène une goutte distillée de Bleed et l’administre à Lois grâce à un baiser, la guérissant complètement. Lois est aperçue plus tard dans Final Crisis n°6, où elle est l’un des rares êtres humains encore libre.
Après les évènements de Superman: New Krypton, Superman doit quitter la Terre pour une durée indéterminée et fait croire à ses camarades Kryptoniens qu’il coupe toutes connexions avec la Terre pour pouvoir garder un œil sur le général Zod, le commandant militaire New Kryptonien. Mais il a secrètement dit à Lois qu’il la considère encore comme sa femme et qu’il reviendrait vers elle. Dans la série d’Action Comics, Lois est réunie avec Christopher Kent qui a grandi et est devenu un adulte. Il est également le nouvel héros de Metropolis : Nightwing. Supergirl et Lana visitent l’appartement de Lois pour lui annoncer la mauvaise nouvelle : sa sœur Lucy Lane a été tuée durant un combat de Supergirl. Lois n’y croit pas et refuse de l’accepter sans une preuve irréfutable.

### New 52
En 2011, DC Comics relance ses titres et la continuité principale est rebootée avec les New 52. Lois travaille maintenant pour Morgan Edge à la tête du pôle médias du Daily Planet. Elle voit Clark comme un ami et ignore qu’il est Superman.
Lois enquête sur l’histoire de vingt personnes qui ont développé des pouvoirs de meta-humains après avoir été kidnappés par Brainiac. Ses recherches la mènent à un sénateur américain qui s’avère être un des Vingt. Le sénateur meurt, mais pas avant de transférer ses pouvoirs à Lois qui tombe dans un coma. A son réveil, elle manifeste des pouvoirs psychiques et aide Superman à combattre Psycho-Pirate. Durant le combat, elle découvre que Clark est Superman mais sombre à nouveau dans le coma.
Dans New 52: Futures End qui se déroule cinq ans plus tard, dans un futur possible des New 52, Lois est considérée comme la meilleure journaliste indépendante de la planète. Son blog « The Fast Lane » est l’une des sources d’informations la plus lue et respectée au monde.
La mini-série Convergence présente de nombreux personnages de l’Univers DC Post-Crisis dont un Superman marié et sa femme enceinte Lois Lane. Elle montre ainsi la naissance de leur fils Jonathan Samuel Kent.
À la suite de la Convergence, DC annonce la série dérivée Superman: Lois and Clark qui débute en octobre 2015 et est réalisée par Dan Jurgens et Lee Weeks. La série de huit numéros se déroule plusieurs années après la Convergence, et dans laquelle Clark, Lois et leur fils Jonathan vivent et travaillent dans l’Univers des New 52. Le couple vit maintenant en Californie et a changé son nom de famille en White (en hommage à Perry White). Lois est devenue une auteure anonyme, publiant plusieurs livres bien accueillis par la critique sous le pseudonyme « Auteur X ». Tandis que Clark continue son devoir de super-héros, protégeant les villes et les civils discrètement. Leur fils, Jonathan, commence à développer ses propres super-pouvoirs (similaires à ceux de son père) et apprend la vérité sur les origines de ses parents.

### DC Rebirth
En juin 2016, DC Comics relance tous ses titres avec le DC Rebirth. L’éditeur rétablit une fois de plus le Superman Post-Crisis comme Superman principal dans les comics de DC, aux côtés de sa femme Lois Lane et de leur fils Jonathan Samuel Kent.
Lois commence à enquêter sur la disparition de son homologue des New 52. Après avoir découvert sa mort apparente, elle retourne au Daily Planet se faisant passer pour elle. À la suite d'une confrontation avec Mr Mxyztplk, l’essence de Lois et Superman fusionnent avec leurs contreparties des New 52, créant un nouvel Univers DC.
Publiée entre juillet 2019 et juillet 2020, Lois est le personnage principal de la série en 12 numéros Lois Lane écrite par Greg Rucka et dessinée par Mike Perkins. Dans cette série, Lois enquête sur différentes histoires d’intrigues, de complots et de meurtres dans l’Univers DC. Le scénariste Greg Rucka a voulu que la série se concentre sur l’héritage de Lois : une journaliste acharnée en pleine investigation, dans une série reflétant l'état du journalisme moderne dans le monde d'aujourd'hui.

## Super-héroïne
Lois Lane est devenue une super-héroïne et a gagné des super-pouvoirs à plusieurs reprises dans les comics, l’animation et les films en prise de vues réelles.

### Superwoman
Lois est la première personne à prendre l’identité de Superwoman. Sa première apparition sous les traits de Superwoman (qui est aussi la première apparition de Superwoman chez DC Comics) est dans Action Comics n°60 (mai 1943). L’histoire se déroule dans une séquence onirique, où, après que Lois est renversée par un camion, elle rêve qu’une transfusion du sang de Superman lui donne des super-pouvoirs et elle devient Superwoman. Dans Superman n°45, Lois croit qu’Hocus et Pocus — une paire de magiciens charlatans — lui ont donné des super-pouvoirs, et avec l’aide de Superman, Lois devient une fois de plus Superwoman. Dans Action Comics n°156, Lois gagne des super-pouvoirs d’une invention de Lex Luthor, ce qui lance une carrière éphémère de "Superwoman". Dans The Superman Family n°207, la Lois de Terre-Deux gagne les super-pouvoirs de son mari, après que Superman ramène une plante extra-terrestre chez eux. Lois perd les pouvoirs après la mort de la plante. D’autres récits voient Lois transformée en Superwoman quand Superman lui transfère certains de ses pouvoirs ou à cause de l’interférence de Mr. Mxyzptlk. Dans l’épisode L'Arc d'Orion (Prophecy) de Smallville, Jor-El donne à Lois tous les pouvoirs de Clark pendant une journée.
Sur Terre-Trois, Lois Lane et Superwoman sont deux personnages bien distincts. Superwoman est une super-vilaine et Lois est mariée au plus grand champion de Terre-Trois, Alexander Luthor. La version pré-Crisis de ces personnages périt quand leur Terre est détruite durant les évènements de Crisis on Infinite Earths. Dans le roman graphique JLA: Earth 2, Superwoman est membre du Syndicat du Crime et une version alternative de Lois Lane. Elle est une Amazone de naissance et rédactrice en chef au Daily Planet. Elle habite le même univers d’antimatière qui contient la planète Qward. La version New 52 de la Superwoman de Terre-3 s’appelle aussi Lois Lane et fait partie du Syndicat du Crime.
Dans All-Star Superman, la série en 12 numéros de Grant Morrison et Frank Quitely, Lois devient une Superwoman kryptonienne pendant 24 heures. Dans cette histoire, Superman (qui se croit mourant) révèle son identité secrète à Lois et l’emmène dans sa Forteresse de la Solitude. Dans son sanctuaire, il lui présente un cadeau : une formule appelée "Exo-Gènes" créée par Superman à partir de son propre ADN et qui autorise Lois à avoir ses pouvoirs pendant vingt-quatre heures. Lois apparaît également sous les traits de Superwoman dans le film d’animation All-Star Superman, doublée par Christina Hendricks (VF : Véronique Desmadryl).
Dans DC Rebirth, Lois et Lana des New 52 gagnent des super-pouvoirs due à une explosion d’énergie solaire causée par la mort du Superman des New 52. Les deux femmes deviennent Superwoman. Alors que Lois possèdent tous les pouvoirs traditionnels de Superman, Lana a la capacité d’absorber l’énergie solaire et de la libérer sous d’autres formes. Lois meurt plus tard, tuée par une femme Bizarro.
Dans les récits hors continuité des Tales from the Dark Multiverse, Lois devient une Superwoman maléfique : l'Éradicatrice. Témoin de la mort de Superman tué par Doomsday, elle devient amère et enragée. Découvrant l’Éradicateur, une créature porteuse de la puissance des kryptoniens qui échoue à ressusciter Clark, Lois lui propose de fusionner. Prenant des mesures extrêmes pour « rendre le monde meilleur », elle tue Lex Luthor, le Joker et Batman ; et continue son rôle de « sauveuse » du monde,.

## Publications

### Comics books

#### Éditions américaines
En plus de ses apparitions dans les différentes séries de Superman, Lois apparaît dans plusieurs mini-séries, one-shots et éditions reliées à son nom propre :
- Lois Lane, Girl Reporter : comic strip des années 1940.
- Superman's Girl Friend, Lois Lane : série mensuelle de mars 1958 - octobre 1974.
- Lois Lane : une mini-série en deux numéros publiée en août et septembre 1986.
- Superman: Lois Lane : un one-shot publié en juin 1998 lors de l’event « Girlfrenzy! ».
- Flashpoint: Lois Lane and the Resistance : une mini-série en trois numéros publiées entre août et octobre 2011 lors du crossover Flashpoint.
- DC Archive Editions: Superman's Girlfriend Lois Lane Archives Vol. 1 : un recueil d’histoires de la Lois Lane de l’âge d’argent (contient Showcase n°9-10 et Superman's Girlfriend, Lois Lane n°1-8, janvier 2012).
- Lois Lane: A Celebration of 75 Years : une anthologie spécial anniversaire célébrant les 75 ans de Lois Lane dans les comics. Elle regroupe des récits des différentes époques : contient Action Comics n°1-2, 6, 484, 600, 662, Adventures of Superman n°631, All Star Superman n°2-3, Man of Steel n°2, Showcase n°9, Superman n°29, 33-34, 58, 168, Superman 80-page giant n°1, Superman's Girlfriend, Lois Lane n°1, 5, 16, 23, 42, 106 et Wonder Woman n°170, novembre 2013).
- Superman: Lois Lane : one-shot publié en avril 2014.
- Superman: Lois and Clark : une série limitée de huit numéros dont l’édition reliée est sortie en août 2016.
- Lois Lane: Enemy of the People : série de 12 numéros écrite par Greg Rucka et dessinée par Mike Perkins et sortie en juillet 2019. La série est nommée pour le GLAAD Media Award for Outstanding Comic Book de 2021[62].
- Lois Lane and the Friendship Challenge, roman graphique écrit par Grace Ellis et dessiné par Brittney Williams à destination des jeunes lecteurs, sorti en août 2020[63].

#### Éditions françaises
La mini-série Superman: Lois and Clark a été publiée par Urban Comics en intégralité en avril 2017  (ISBN 979-1-0268-1108-4).
En 2021, Urban sort Lois Lane & le challenge de l’amitié (Lois Lane and the Friendship Challenge) dans sa collection Urban Kids  (ISBN 979-1-0268-1997-4).
Lois Lane : Ennemie du peuple (Lois Lane: Enemy of the People) sort en 2023 chez Urban Comics  (ISBN 979-1-0268-2784-9).

### Romans

#### Lois Lane
Lois est la protagoniste d’une série de romans, Lois Lane, écrite par Gwenda Bond et publiée par Switch Press. La série suit les aventures de Lois Lane en tant que lycéenne adolescente contemporaine avisée, intelligente et sans peur. Le premier tome, Fallout, a été annoncé en 2014 et publié le 1 mai 2015. Le second tome, Double Down, est publié le 1 mai 2016.
Sur la série, Bond a déclaré : « Lois est une icône, bien sûr, un super-héros sans super pouvoirs... sauf sa bravoure et son intelligence inégalées. Sans parler de son sens de l'humour et de son engagement envers la vérité et la justice. Elle est également l'un de mes personnages préférés - c'est pourquoi j'ai sauté sur l'occasion d'écrire un roman mettant en vedette une Lois adolescente, déménageant à Metropolis et devenant journaliste pour la première fois. Et, surtout, pour mettre Lois en avant dans le rôle principal, évidemment ».
1. Fallout (2015, Switch Press,  (ISBN 978-1-6307-9005-9)). Le roman met en scène une Lois Lane adolescente, une enfant de militaire qui a voyagé partout dans le monde. Elle commence une nouvelle vie à Metropolis avec sa famille. Tout en s’intégrant dans un nouveau lycée, elle essaie de résoudre un mystère alors qu'un groupe connu sous le nom de Warheads commence à altérer l'esprit des gens via un jeu vidéo immersif de haute technologie. Deux nouvelles servant de préquelles : Lois Lane: A Real Work of Art et Lois Lane: Cloudy With a Chance of Destruction ont aussi été publiées par Switch Press. Fallout a reçu des critiques positives et a été cité par Kirkus Reviews comme l’un des « Meilleurs Livres pour Adolescents de 2015 » (« Best Teen Books of 2015 ») dans la catégorie science fiction et fantasy[65],[66].
2. Double Down (2016, Switch Press,  (ISBN 978-1-6307-9038-7)). Le second tome reçoit aussi des critiques positives. Double Down continue de suivre une Lois Lane adolescente alors qu'elle s'installe dans sa nouvelle vie à Metropolis et obtient un travail qui la met au défi. Elle se retrouve entraînée dans un mystère dangereux qui la rapproche des dessous sales de Metropolis.
3. Triple Threat (2017, Switch Press,  (ISBN 978-1-6307-9082-0)). Le troisième tome est sorti en mai 2017. Dans celui-ci, elle rencontre pour la première fois son correspondant numérique SmallvilleGuy et doit faire face à un scientifique fou, des adolescents mutants et protéger un mystérieux homme volant des fédéraux.

La série est inédite dans les pays francophones.

#### Lois & Clark: The New Adventures of Superman
Quatre romans basés sur la série Loïs et Clark : Les Nouvelles Aventures de Superman ont été publiés en 1996 :
- Heat Wave : par Michael Jan Friedman (HarperCollins)
- Exile : par Michael Jan Friedman (HarperCollins)
- Deadly Games : par Michael Jan Friedman (HarperCollins)
- Lois & Clark: A Superman Novel : par C. J. Cherryh (Prima Lifestyles)

## Adaptations

### Radio
- Dans le feuilleton radiophonique des années 1940 The Adventures of Superman (en) (1940-1951), Rolly Bester est la première à prêter sa voix à Lois Lane, suivie par Helen Choate. Joan Alexander (en) a doublé le personnage pour la majeure partie de la série.
- En 1988, BBC Radio 4 produit le drama documentaire Superman On Trial pour célébrer les 50 ans de Superman. À la suite de son succès, BBC commande une série en six parties : The Adventures of Superman. Shelley Thompson (en) double Lois dans le documentaire et Lorelei King dans la série.
- En 1993, BBC Radio 1 produit une série pour la radio, Superman: Doomsday & Beyond, basée sur l’arc narratif « La mort de Superman » de DC Comics avec Lorelei King doublant Lois Lane et Stuart Milligan (en) doublant Clark Kent/Superman.

### Spectacle
- En 1966, Patricia Marand joue Lois Lane dans le spectacle musical de Broadway It's a Bird, It's a Plane, It's a Superman. Pour sa performance, elle a été nommée pour le Tony Award de la « Meilleure actrice dans un second rôle dans une comédie musicale (Best Performance by a Featured Actress in a Musical) ».
- L’actrice Lesley Ann Warren joue Lois dans la production télévisée de It's a Bird, It's a Plane, It's Superman en 1975 et joue face à David Wilson. Warren fut l’une des nombreuses actrices qui fut auditionnées pour le rôle de Lois Lane pour le film Superman de 1978.

### Films

#### Superman, le serial
Noel Neill joue Lois Lane dans la première apparition live de Superman dans le serial en 15 chapitres de la Columbia Pictures, Superman (1948) avec Kirk Alyn dans le rôle de Clark Kent/Superman. Le film a eu un succès populaire et lança la carrière de Neill comme actrice. Une suite, Atom Man vs. Superman, avec Neill et Alyn sort en 1950.
Neill était apparue dans un rôle récurrent dans la série de comédie musicale The Teen Agers produite par Sam Katzman. Elle y jouait une journaliste pour le journal d’un lycée. Quand Katzman produit le serial de Superman, il se souvient de la représentation de Neill en journaliste et la retient pour jouer Lois.

#### Les filmsSupermanavec Christopher Reeve
L’actrice canadienne Margot Kidder (VF : Perrette Pradier (1, 2 et 3), Frédérique Tirmont (4) et Laura Blanc (redoublage du 1)) joue Lois Lane face à Christopher Reeve dans Superman (1978), Superman II (1980), Superman III (1983) et Superman IV : Le Face-à-face (1987).

#### Superman Returns
Réalisé et produit par Bryan Singer, Kate Bosworth (VF : Agathe Schumacher ; VQ : Pascale Montreuil) joue Lois Lane dans le film Superman Returns de 2006 face à Brandon Routh dans le rôle de Clark Kent/Superman.
Dans ce film, elle a un fiancé, Richard White, neveu de Perry White, mais ils n'ont pas décidé de se marier. Elle élève avec lui son fils Jason, dont le père biologique est Superman.

#### Univers cinématographique DC
L’actrice Amy Adams (VF : Caroline Victoria ; VQ : Viviane Pacal) joue Lois Lane dans le film Man of Steel de 2013 avec Henry Cavill en tant que Clark Kent/Superman, réalisé par Zack Snyder et produit par Christopher Nolan. Elle reprend son rôle dans Batman v Superman : L'Aube de la justice (2016) et Justice League (2017). Elle revient pour la Zack Snyder's Justice League sortie sur HBO Max en 2021.

#### DC Universe
Un nouvel univers cinématographique est ensuite développé. Lois Lane sera incarnée par Rachel Brosnahan dans le premier film de cet univers, Superman de James Gunn, prévu en 2025.

### Séries télévisées

#### Loïs et Clark
Teri Hatcher (VF : Claire Guyot) joue Lois Lane dans la série Loïs et Clark : Les Nouvelles Aventures de Superman (1993-1997) avec Dean Cain dans le rôle de Superman/Clark Kent. Dans cette série, Lois a été décrite comme « compliquée, dominatrice, intransigeante, têtue et brillante ». Son personnage était souvent mis dans des séquences de demoiselle en détresse, étant souvent kidnappée, attachée et bâillonnée.
La série est un miroir de l’origine moderne de Superman, établie par le scénariste John Byrne, où Clark Kent est la véritable personnalité et Superman le déguisement. C’est la première adaptation vidéo (série ou film) qui montre la romance de Lois et Clark se réalisant pleinement, avec les deux personnages principaux se mariant au cours de la série.
Hatcher fait une petite apparition dans la série Smallville, jouant Ella, la mère de Lois.

#### Smallville
Erica Durance (VF : Véronique Desmadryl) joue Lois Lane dans la série télévisée Smallville. Les producteurs ont décrit le personnage comme « une femme sophistiquée, débrouillarde et très capable ». Durance a décrit Lois comme « un garçon manqué et farouchement indépendante »,. Le développeur de la série Alfred Gough a déclaré que leur intention avait toujours été d’intégrer le personnage dans la série.
Lois apparaît pour la première fois dans la saison quatre en tant que cousine de Chloe Sullivan, comme personnage récurrent, mais devient un personnage principal après plusieurs épisodes. La série explore sa progression d’adolescente rebelle vers une journaliste d’investigation résolue.

#### Arrowverse
Lois Lane est jouée par Elizabeth Tulloch (VF : Pamela Ravassard) et apparaît dans les différentes séries du Arrowverse.
Longtemps mentionnée dans la série Supergirl, elle apparaît en 2018 à l'occasion du crossover Elseworlds réunissant les séries Flash et Arrow. Dans cette version, le personnage connaît l'identité de Clark et vit une relation amoureuse depuis longtemps. Elle révèlera être enceinte et le couple partira sur Argo afin que la grossesse se passe correctement. Elle reviendra pour le crossover Crisis on Infinite Earths ou elle joue un rôle clé pour retrouver son fils Jonathan perdu dans le multivers et voyager dans ce dernier pour rechercher le Paragon de la vérité.
Après plusieurs apparitions, le personnage se voit offrir sa propre série avec Superman en 2021 : Superman et Lois. Elizabeth Tulloch reprend son rôle avec Tyler Hoechlin dans le rôle de Clark Kent.

### Animation

#### Séries animées
- 1941 : Superman (court-métrage d'animation) de Dave Fleischer
- 1966 : The Adventures of Superboy 1966-1969
- 1966 : The New Adventures of Superman (TV) 1966-1970 voix de Lois Lane par Joan Alexander & Julie Bennettr
- 1988 : Superman (TV anime) de 13 épisodes de Cosmo Anzilotti, Bill Hutten & Tony Love, scénario Marv Wolfman. La voix de Lois est doublée par Ginny McSwain (VF: Régine Teyssot).
- 1996 : Superman, l'Ange de Metropolis de Curt Geda, Bruce Timm, écrit par Paul Dini & Alan Burnett. voix de Lois Lane par Dana Delany (VF: Véronique Augereau).
- 2001 : La Ligue des justiciers, voix de Lois Lane par Dana Delany (VF: Caroline Maillard, Charlotte Vermeil).
- 2004 : Batman (série télévisée d'animation, 2004) voix de Lois Lane par Dana Delany (VF: Olivia Luccioni).
- 2011 : Batman : L'Alliance des héros, voix de Lois Lane par Sirena Irwin (VF : Véronique Augereau).
- 2015 : DC Super Hero Girls
- 2016 : Justice League Action, voix de Tara Strong (VF : Véronique Augereau)
- 2019 : DC Super Hero Girls
- 2019 : La Ligue des Justiciers : Nouvelle Génération (Young Justice, Greg Weisman, Brandon Vietti) voix de Lois Lane par Grey Griffin (VF : Chantal Baroin)

#### Films d'animation
- 2006 : Superman: Brainiac Attacks (doublée par Dana Delany).
- 2007 : Superman : Le Crépuscule d'un dieu (Superman: Doomsday) (doublée par Anne Heche).
- 2008 : La Ligue des justiciers : Nouvelle Frontière (doublée par Kyra Sedgwick).
- 2009 : Superman/Batman : Ennemis publics
- 2011 : All-Star Superman (doublée par Christina Hendricks (VF : Véronique Desmadryl)).
- 2012 : La Ligue des justiciers : Échec (doublée par Grey DeLisle (VF : Véronique Augereau)).
- 2012 : Superman contre l'Élite
- 2013 : Superman contre Brainiac (doublée par Stana Katic (VF : Véronique Augereau)).
- 2013 : La Ligue des justiciers : Le Paradoxe Flashpoint
- 2014 : La Ligue des justiciers : Guerre
- 2015 : La Ligue des justiciers : Dieux et Monstres
- 2020 : Superman: Red Son
- 2020 : Superman : L'Homme de demain (Superman: Man of Tomorrow)
- 2021 : Injustice

### Jeux vidéo
Lois Lane apparaît dans de nombreux jeux vidéo, parfois en tant que personnage jouable. L’actrice la doublant varie souvent : Dana Delany dans Superman: Shadow of Apokolips (2002), Monica Murray dans Superman: The Man of Steel (2002), Kate Bosworth dans Superman Returns (2006), Adriene Mishler dans le DC Universe Online, Bridget Hoffman dans Lego Batman 2: DC Super Heroes (2012), Courtenay Taylor dans Lego Dimensions (2015), Cissy Jones dans Lego DC Super-Villains (2018).